# Zgrade željezničkog kolodvora u Splitu
Zgrade željezničkog kolodvora u Splitu, Hrvatska, zaštićeno su kulturno dobro.

## Opis
Građene su od 1905. do 1907. godine. Arhitekt je Marko Markovina. Željeznički kolodvor nalazi se na istočnom dijelu splitske luke, na Domagojevoj obali, u neposrednoj blizini autobusnog kolodvora i trajektne luke. Dvije prizemnice razvedenog tlocrta, u kojima su prostorije uprave, garderoba i čekaonica izgrađene su 1905. godine, a za javnost su otvorene 1906. godine. Glavno pročelje okrenuto je na zapad prema luci, a s istočne strane je usjek željezničke pruge. Godine 1957. dvije su građevine adaptirane i spojene trijemom prema projektu Marka Markovine. Ovaj utilitarni sklop karakteriziraju skromni neorenesansni oblici, ali i primjena industrijskih materijala i novih konstrukcija te je karakterističan za splitsku arhitekturu s početka 20. stoljeća, a osobito kao primjer industrijske baštine.

## Zaštita
Pod oznakom Z-5664 zavedene su kao nepokretno kulturno dobro - pojedinačno, pravna statusa zaštićena kulturnog dobra, klasificiranog kao profana graditeljska baština.

## Vanjske poveznice
|  | Zajednički poslužitelj ima još gradiva o temi Zgrade željezničkog kolodvora u Splitu |